# Hixon (Staffordshire)
Pour les articles homonymes, voir Hixon.
Hixon est un village et un parroisse civile dans le Staffordshire en Angleterre.
Sa population était de 1 917 habitants en 2011.